# 卡洛斯三世广场
卡洛斯三世广场（Piazza Carlo III）是意大利那不勒斯的一个广场。此处会合了数条放射状交通干道：Foria路、加里波第大街、圣安东尼Abbot路、Alessio Mazzocchi路。 其中心是栽植棕榈树的花圃。其背景是卡洛斯三世委托佛罗伦萨建筑师福贾设计的作品，庞大的穷人之家（Real Albergo dei Poveri），供给王国内所有的穷人体面的住处。